# Seghill
Seghill est une ancienne paroisse civile et un village du Northumberland, en Angleterre.